# (308933) 2006 SQ372
(308933) 2006 SQ372 – planetoida, obiekt transneptunowy.
Obiekt ten został odkryty przez Andrew Beckera, A.W. Pucketta i J. Kubicę ze Sloan Digital Sky Survey.

## Orbita
(308933) 2006 SQ372 ma silnie ekscentryczną orbitę, w peryhelium zbliżając się do Słońca bliżej od Neptuna, ale oddalając się aż na około 2200 j.a. od Słońca w aphelium. Czas obiegu szacowany jest na około 37 260 lat. Pod tym względem 2006 SQ372 jest podobny do Sedny lub 2000 CR105.
Odkrywcy przedstawili hipotezę, że obiekt ten mógł przybyć z wewnątrz obłoku Oorta, jednakże inni naukowcy rozważają inne możliwości. Według Michaela Browna (odkrywcy wielu dużych ciał niebieskich) obiekt ten mógł się uformować z mniejszych ciał niebieskich zaraz za orbitą Neptuna (w Pasie Kuipera) i został stamtąd „wykopany” na swoją odległą orbitę przez planetę taką jak Neptun, czy Uran.

## Klasyfikacja
Baza danych o małych ciałach Układu Słonecznego Jet Propulsion Laboratory (JPL) zalicza (308933) 2006 SQ372 do obiektów transneptunowych. Jednak Deep Ecliptic Survey (DES) uznaje obiekt za należący do centaurów. Minor Planet Center (MPC) – oficjalna organizacja odpowiedzialna za zbieranie danych obserwacyjnych małych ciał Układu Słonecznego obiekty dysku rozproszonego oraz centaury ujmuje w jednym zestawieniu.

## Właściwości fizyczne
Średnicę (308933) 2006 SQ372 szacuje się na ok. 122 km, czyli jest znacznie mniejszy od wymienionych Sedny lub (148209) 2000 CR105 i może przez to zostać uznany za kometę.